# Dalibor Šilić
Dalibor Šilić (Konjic, 23 gennaio 1979) è un ex calciatore bosniaco, di ruolo centrocampista.

## Palmarès

### Club

#### Competizioni nazionali
- Campionato bosniaco: 2

Široki Brijeg: 2003-2004, 2005-2006
- Coppa di Bosnia: 2

Široki Brijeg: 2006-2007, 2012-2013